# Ревай, Мартин
Мартин Ревай (словац. Martin Réway; род. 24 января 1995 года, Прага, Чехия) — чешский и словацкий хоккеист, нападающий. Сейчас играет за клуб словацкой Экстралиги «Кошице».

## Карьера

### Клубная
Мартин Ревай родился в Праге, играл в юниорской команде пражской «Спарты». В 2012 году уехал в Канаду, 2 сезона провёл в Главной юниорской лиге Квебека за «Гатино Олимпикс». В 2014 году вернулся в Европу, играл за «Спарту», «Фрибур-Готтерон». Сезон 2016/17 пропустил из-за проблем c сердцем. В 2017 году вернулся в хоккей, подписав контракт с командой «Монреаль Канадиенс». Так и не сумев попасть в основную команду, по ходу сезона он вернулся в Европу, перейдя в клуб КХЛ «Слован Братислава». Но и там он долго не продержался. В сезоне 2018/19 Ревай играл за клубы низших лиг Словакии и Швеции. Перед началом сезона 2019/20 владелец команды «Рытиржи Кладно» знаменитый Яромир Ягр решил дать шанс Реваю, подписав с ним контракт. Ревай не сумел проявить себя в «Кладно»: не забив ни одного гола, в конце сезона он перешёл в «Попрад». С сезона 2020/21 играет за клуб «Кошице».

### Сборная Словакии
Ревай является игроком сборной Словакии. В 2015 году завоевал бронзовую медаль на молодёжном чемпионате мира. С 2013 по 2016 год играл за основную сборную. Участник чемпионатов мира 2014 и 2016, провёл на обоих турнирах 14 игр, набрал 4 очка (0+4).

## Достижения

### Командные
Бронзовый призёр молодёжного чемпионата мира 2015

### Личные
- Лучший новичок чешской Экстралиги 2015

## Статистика
Обновлено на конец сезона 2020/2021
Чешская экстралига — 73 игры, 65 очков (15 шайб + 50 передач)
Словацкая экстралига — 49 игр, 35 очков (15+20)
Главная юниорская лига Квебека — 109 игр, 139 очков (48+91)
Сборная Словакии — 35 игр, 14 очков (2+12)
Швейцарская лига — 19 игр, 21 очко (8+13)
КХЛ — 18 игр, 5 очков (1+4)
Лига чемпионов — 14 игр, 14 очков (4+10)
Шведская вторая лига — 10 игр, 2 очка (0+2)
Словацкая вторая лига — 2 игры, 7 очков (0+7)
Всего за карьеру — 329 игр, 302 очка (93+209)